# Tour de Vendée 2017
Il Tour de Vendée 2017, quarantaseiesima edizione della corsa e valevole come evento dell'UCI Europe Tour 2017 categoria 1.1, si svolse il 1º ottobre 2017 su un percorso di 203,8 km, con partenza da La Chaize-le-Vicomte e arrivo a La Roche-sur-Yon, in Francia. La vittoria fu appannaggio del francese Christophe Laporte, il quale completò il percorso in 4h53'55", alla media di 41,604 km/h, precedendo il connazionale Justin Jules e lo svizzero Fabian Lienhard.
Sul traguardo di La Roche-sur-Yon 39 ciclisti, su 108 partiti da La Chaize-le-Vicomte, portarono a termine la competizione.

## Squadre e corridori partecipanti
| N.    | Cod. | Squadra                      |
| ----- | ---- | ---------------------------- |
| 1-8   | COF  | Cofidis                      |
| 11-18 | ALM  | AG2R La Mondiale             |
| 21-28 | DEN  | Direct Énergie               |
| 31-38 | AUB  | HP BTP-Auber 93              |
| 41-48 | WVA  | WB-Veranclassic-Aqua Protect |
| 51-58 | FDJ  | FDJ                          |
| 61-68 | TFO  | Fortuneo-Oscaro              |
| 71-78 | VOL  | Team Vorarlberg              |

| N.      | Cod. | Squadra                       |
| ------- | ---- | ----------------------------- |
| 81-88   | CJR  | Caja Rural-Seguros RGA        |
| 91-97   | DMP  | Delko-Marseille Provence-KTM  |
| 101-108 | EUS  | Euskadi Basque Country-Murias |
| 111-118 | CCD  | Team Differdange-Losch        |
| 121-128 | KCP  | Massi-Kuwait Cycling Project  |
| 131-136 | RLM  | Roubaix-Lille Métropole       |
| 141-148 | ADT  | Armée de Terre                |

## Ordine d'arrivo (Top 10)
| Pos. | Corridore          | Squadra    | Tempo    |
| ---- | ------------------ | ---------- | -------- |
| 1    | Christophe Laporte | Cofidis    | 4h53'55" |
| 2    | Justin Jules       | WB-Veran.  | a 20"    |
| 3    | Fabian Lienhard    | Vorarlberg | s.t.     |
| 4    | Romain Combaud     | Delko-Mar. | s.t.     |
| 5    | Thomas Boudat      | Direct     | s.t.     |
| 6    | Jérémy Leveau      | Roubaix    | s.t.     |
| 7    | Daniel Hoelgaard   | FDJ        | s.t.     |
| 8    | Kévin Le Cunff     | Auber 93   | s.t.     |
| 9    | Romain Hardy       | Fortuneo   | s.t.     |
| 10   | Jonathan Lastra    | Caja Rural | s.t.     |